# La Yerbabuena (Colima)
La Yerbabuena es una pequeña localidad en el municipio de Comala, Colima, México.

## Descripción
Su población es en su mayoría campesina y ganadera y es de aproximadamente 31 habitantes. La Yerbabuena está localizado a 1,470 metros sobre el nivel del mar. La localidad está ubicada a 8 km del Volcán de Colima. Es un destino ideal para acampar debido a sus paisajes dentro de la zona de protección de zona y fauna El Jabalí y su cercanía con el Parque nacional Volcán Nevado de Colima. En los alrededores existe un pequeño parque donde se crían venados cola blanca. 